# Amphisbaena leeseri
Espèce
Amphisbaena leeseri est une espèce d'amphisbènes de la famille des Amphisbaenidae.

## Répartition
Cette espèce se rencontre au Mato Grosso au Brésil et au Paraguay.

## Étymologie
Cette espèce est nommée en l'honneur de Leo Leeser (1871-1942).

## Publication originale
- Gans, 1964 : New records of Amphisbaena silvestrii Boulenger, and the description of a new two-pored species from the northern Chaco (Amphisbaenia: Reptilia). Notes on amphisbaenids 14. Copeia, vol. 1964, no 3, p. 553-561.